# Servicio divino (luterano)
El Servicio Divino (en alemán: Gottesdienst ) es el nombre que en varias iglesias luteranas se da a la Liturgía Eucarística. Tiene sus raíces en la modificación de la misa pretridentina que llevó a cabo Martín Lutero en su Fórmula missae ("la Forma de la Misa") de 1523 y su Deutsche Messe ("Misa alemana") de 1526. Fue desarrollada a través de los Kirchenordnungen ("Órdenes de Iglesias") de los siglos XVI y XVII, que siguieron en la tradición de Lutero.
El término "Servicio Divino" es popularmente utilizado entre las iglesias y organizaciones luteranas más conservadoras de los Estados Unidos y Canadá. En las denominaciones más progresistas, como la Iglesia Evangélica Luterana en Estados Unidos, los conceptos "Comunión Santa" o "Eucaristía" son utilizados con más normalidad.
También están en vigor otros ritos luteranos, como el celebrado por Iglesias Luteranas de Rito Bizantino tales como la Iglesia Luterana Ucraniana y la Iglesia Evangélica de la Confesión de Augsburgo en Eslovenia. En estas Iglesias se utiliza el término de "Divina Liturgia".

## Definición y orígenes
En las vertientes del luteranismo norteamericano que lo usan, el término "Servicio Divino" sustituye a otro utilizado más habitualmente por los angloparlantes para referirse a la Misa: "El Servicio" o "La Santa Comunión". Este término es un calco de la palabra Gottesdienst (literalmente "Dios-servicio" o "servicio de Dios"), el término estándar en alemán para referirse a la adoración.
Como en la frase "servicio de Dios", se puede decir que el genitivo en "Gottesdienst" es ambiguo. Y es que la misma puede ser leída como un genitivo objetivo (servicio rendido a Dios) o bien como un genitivo subjetivo (el "servicio" de Dios a las personas). Mientras que el genitivo objetivo es etimológicamente más verosímil, los escritores luteranos frecuentemente destacan la ambigüedad y enfatizan el genitivo subjetivo. Esto para reflejar la creencia, basado en la doctrina luterana en lo que respecta a la justificación, de que el actor principal en el Servicio Divino es Dios mismo y no el hombre, y que en el aspecto más importante de la adoración evangélica Dios es el sujeto y nosotros somos los objetos: es decir, la Palabra y el Sacramento son regalos que Dios da a su pueblo durante su adoración.
Aunque el término Misa fue utilizado por los primeros luteranos (la Confesión de Augsburgo declara que "no abolimos la Misa sino que la mantenemos y defendemos religiosamente") y las dos principales órdenes de adoración de Lutero se llaman "Fórmula Missae" y "Deutsche Messe", este uso ha disminuido en el ámbito inglés, con la excepción de los Católicos Evangélicos y la Alta Iglesia Luterana". Además, los luteranos han usado históricamente los términos "Gottesdienst" o "Servicio" para distinguir su Servicio de la adoración de otros protestantes, lo cual ha sido visto como un centrarse más en los fieles a través de la alabanza y la acción de gracias a Dios.

### Estados Unidos
El desarrollo de la liturgia Luterana que actualmente se utiliza en los Estados unidos se remonta a la obra de Beale M. Schmucker, George Wenner y Edward Horn. Su obra tuvo lugar en el contexto del gran renacimiento confesional norteamericano. Entre 1876 y 1883, varios sínodos luteranos expresaron su interés en la creación de un culto común de servicio. Esto llevó a la creación de una Comisión Conjunta en 1884, que incluía a representantes del Sínodo General y el Consejo General, los dos principales grupos panluteranos. Este comité nombró a Schmucker, Wenner y Horn, que comenzaron su trabajo en abril de 1884. Un año más tarde, llevaron un borrador a la convención del Sínodo General que modificaba y aprobaba el siguiente orden: Introito, Kyrie, Gloria in Excelsis, Recoger, Epístola, Aleluya, Evangelio, el Credo, el Sermón, la Oración General, el Prefacio, el Sanctus y Hosanna, Exhortación a los Comulgantes, Oración del Señor y las Palabras de la Institución, Agnus Dei, Distribución, Recolección de Acción de Gracias y Bendición. En 1887, los tres hombres presentaron su proyecto final para la Comisión Conjunta, el cuallutilizaba el lenguaje de la Versión King James de lenguaje traducciones anglicanas (Libro de Oración Común) del Kyrie, Gloria, Credo, Prefacio, Oración del Señor, y Colecta. También se incluyó el Nunc Dimittis como una opción. El proyecto final, con pequeñas modificaciones, fue aprobado por los diversos sínodos en el año 1888, siendo conocido como El Servicio Común, y constituyó la base para cada uno de los principales himnarios luteranos y libros de culto a finales del siglo XX.
La Iglesia Luterana sínodo de Misuri acepta 5 arreglos o ritos litúrgicos históricos para el Servicio Divino:
| Servicios 1 y 2 | Servicio 3 | Servicio 4 | Servicio 5 |
| --- | --- | --- | --- |
| Presentan textos idénticos pero con música diferente. Estas versiones actualizadas del rito luterano se crearon en la década de 1970 para su inclusión en un nuevo himnario. Introducen nuevos cánticos, además de una versión extendida del Kyrie. Las traducciones modernas de los cánticos son el resultado de la colaboración de un comité ecuménico. | El Servicio Común (1888). La música combina antiguas melodías luteranas alemanas con raíces en la Edad Media y tonos de cantos anglicanos en cuatro partes. Los textos tradicionales de los cánticos provienen del Libro de Oración Común, con modernizaciones sutiles en lugares donde no se cantan las palabras. | versión más simplificada del servicio, originalmente preparada para el Suplemento de Himnario 98. Siguiendo el modelo de la Misa alemana de Lutero, emplea himnos en lugar de cánticos, aunque estos son de un estilo más moderno. Al igual que en el Servicio Cinco, no se proporciona música de canto para el diálogo entre el pastor y la congregación. | Se fundamenta en la Misa alemana de Lutero (1526), utilizando himnos luteranos clásicos en lugar de cánticos. |